# Méthode SN
La méthode SN (S pour segmented) ou méthode des ordonnées discrètes permet la résolution de l'équation du transfert radiatif ou équation de Boltzmann utilisée pour la propagation des particules telles photons, neutrons, neutrinos, etc. Cette méthode a été introduite par Gian-Carlo Wick (1943) et Subrahmanyan Chandrasekhar (1944). Elle consiste à remplacer l'équation continue vis-à-vis des directions de propagation par un système linéaire portant sur des directions choisies a priori.

## L'équation du transfert radiatif
Dans le cas d'un milieu stationnaire comportant émission, diffusion élastique (sans changement de fréquence) et absorption la propagation est décrite par l'équation intégro-différentielle linéaire suivante nommée équation de Boltzmann
{\displaystyle \mathbf {\Omega } \cdot \nabla L(\mathbf {x} ,\mathbf {\Omega } )+\kappa _{t}(\mathbf {x} )L(\mathbf {x} ,\mathbf {\Omega } )=S(\mathbf {x} ,\mathbf {\Omega } )+\kappa _{d}(\mathbf {x} )\int _{4\pi }{\mathcal {P}}(\mathbf {\Omega } \cdot \mathbf {\Omega } ')L(\mathbf {x} ,\mathbf {\Omega } )\mathrm {d} \mathbf {\Omega } }
où
| {\displaystyle L(\mathbf {x} ,\mathbf {\Omega } )}                                            | luminance (spectrale ou intégrée),                                                                   |
| {\displaystyle \mathbf {x} }                                                                  | variable d'espace x = (x1, x2, x3)                                                                   |
| {\displaystyle \mathbf {\Omega } }                                                            | direction de propagation Ω = (θ , φ) en coordonnées sphériques,                                      |
| {\displaystyle \kappa _{t}(\mathbf {x} )=\kappa _{a}(\mathbf {x} )+\kappa _{d}(\mathbf {x} )} | coefficient d'extinction totale,                                                                     |
| {\displaystyle \kappa _{a}(\mathbf {x} )}                                                     | coefficient d'absorption,                                                                            |
| {\displaystyle \kappa _{d}(\mathbf {x} )}                                                     | coefficient de diffusion,                                                                            |
| {\displaystyle {\mathcal {P}}(\mathbf {\Omega } \cdot \mathbf {\Omega } ')}                   | fonction de phase (supposée entièrement définie par la déviation Ω . Ω' au cours d'une interaction), |
| {\displaystyle S(\mathbf {x} ,\mathbf {\Omega } )}                                            | fonction source volumique.                                                                           |

## Mise en œuvre de la méthode

Poids de Gauss obtenus aux angles correspondants aux zéros de polynômes de Legendre pour diverses valeurs de N (échelle logarithmique).

L'espace angulaire Ω est discrétisé en N directions Ωi. D'une façon générale il est préférable de respecter une certaine symétrie,. Dans le cas où la solution est à symétrie azimutale on utilise généralement comme directions les zéros de polynômes de Legendre. Les poids wi de la quadrature en directions sont habituellement donnés par la méthode de Gauss ou celle de Gauss-Lobatto.
Le système s'écrit sous forme suivante où le terme de diffusion assure le couplage,
{\displaystyle \mathbf {\Omega } _{i}\cdot \nabla L(\mathbf {x} ,\mathbf {\Omega } _{i})+\kappa _{t}(\mathbf {x} )L_{i}(\mathbf {x} ,\mathbf {\Omega } _{i})=S(\mathbf {x} ,\mathbf {\Omega } _{i})+\sum _{j=1}^{N}w_{j}{\mathcal {P}}(\mathbf {\Omega } _{i}\cdot \mathbf {\Omega } _{j})L_{j}(\mathbf {x} ,\mathbf {\Omega } _{j})}
Cette méthode est d'un usage très général et l'on monte sa convergence vers le problème continu lorsque N → ∞. Elle présente toutefois quelques faiblesses intrinsèques dans un milieu peu ou pas diffusif, :
- elle est peu adaptée au cas où un pinceau étroit est présent dans le milieu : on observe dans ce cas un élargissement non physique lié à la diffusion numérique (false scattering),
- une source est propagée préférentiellement suivant les directions du calcul, entraînant artificiellement des régions inhomogènes (ray effect),

Elle est équivalente en tous points (difficulté de mise en œuvre, performances en durée de résolution) à la méthode PN, à l'exception des pathologies, différentes dans les deux cas.

## Exemple en une dimension d'espace
On suppose que :

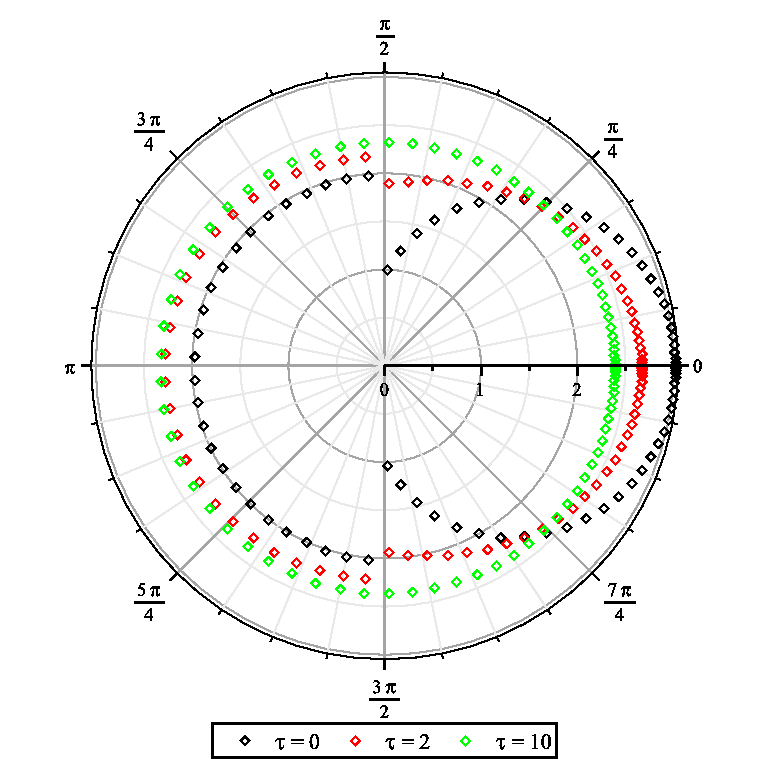
Milieu homogène diffusant, condition d'entrée isotrope.

- la distribution angulaire de révolution, décrite par le seul angle θ et on pose μ = cos(θ),
- la fonction de phase isotrope  {\displaystyle {\mathcal {P}}={\frac {1}{4\pi }}},
- le milieu est purement diffusif (pas d'absorption ni émission),
- le coefficient d'extinction est constant et on introduit la profondeur optique τ = κt x et l'albédo ω = κd / κt = 1.

Le système s'écrit
{\displaystyle \mu _{i}{\frac {\mathrm {d} L_{i}}{\mathrm {d} x}}+L_{i}={\frac {1}{2}}\sum _{j=1}^{N}w_{j}L_{j}}
La solution est constituée par une série de termes décroissants et d'un terme constant (isotrope)
{\displaystyle L_{i}(\tau ,\mu _{i})=\underbrace {\sum _{j=1}^{N-1}{\frac {\alpha _{j}e^{-k_{j}\tau }}{1+k_{j}\mu _{i}}}} _{termes~decroissants}+\underbrace {\gamma } _{terme~asymptotique}}
où les kj sont solutions de l'équation caractéristique
{\displaystyle \sum _{j}{\frac {w_{j}}{1-k\mu _{j}}}=2}
Avec une condition d'entrée isotrope dans un demi-espace (courbe jointe, demi-espace à gauche) on observe la formation d'une intensité quasi isotrope pour τ > 10 après des états intermédiaires correspondant aux premiers termes de l'équation. La propagation de gauche à droite conduit à la luminance sortante correspondante au problème de Milne.